# Federación Española de Baloncesto
La Federación Española de Baloncesto (FEB) —conocida comercialmente como Baloncesto España— es el organismo que gestiona el baloncesto en España. Fue fundada el 31 de julio de 1923 en Barcelona y su primer presidente fue Fidel Bricall. Es la segunda federación deportiva con más licencias de España, contando en 2023, con 3.069 clubes inscritos y 411.885 jugadores federados.
El baloncesto en España se organiza de manera similar a la mayoría de los países de Europa y la mayoría de los miembros de la FIBA. Existe una liga de clubes profesionales gestionada por la ACB como primera categoría y el resto de divisiones o escalafones son organizados por la FEB, que engloba todas las demás competiciones de clubes: Primera FEB (2.ª), Segunda FEB (3.ª) y Tercera FEB (4.ª), además de las categorías de formación de jugadores jóvenes, junto con las federaciones territoriales. En categoría femenina se repite el mismo esquema salvo en la máxima categoría denominada Liga Femenina, que también es gestionada por la propia federación. Asimismo, también organiza la Copa de la Reina y la Supercopa de España femenina.
A nivel internacional, la FEB es la entidad deportiva que ostenta la representación de España en las actividades y competiciones baloncestísticas oficiales de carácter internacional celebradas dentro y fuera del territorio español. Es competencia de la FEB la elección de los jugadores que han de integrar las «selecciones nacionales de baloncesto» en categoría absoluta y categorías inferiores. 

## Historia
La federación fue fundada el 31 de julio de 1923 con el nombre Federación Española del Basket-ball. Esto tuvo lugar dos años después de que Eusebio Millán introdujera la práctica del baloncesto en España. La primera sede del organismo se encontraba en un gimnasio sito en el número 24 de la calle Canuda de Barcelona y cuyo propietario era Fidel Bricall, primer presidente de la FEB. La junta directiva constaba de otros cuatro miembros. Inicialmente estuvo integrada por clubes catalanes que participaron en el Campeonato de Cataluña de abril de 1923: Laietà Basket Club (primer club de baloncesto fundado en España), CE Europa, R.C.D. Español y la Sociéte Sportive Patrie, entre otros. En octubre de 1923 se creó el Comité Regional de Basket-ball y en febrero de 1925 se cambió la denominación a Federación Catalana. En 1931, se creó la Federación Centro (en 1933 renombrada como Federación Castellana). El 6 de mayo de 1933 la FEB solicitó el ingreso formal en la Federación Internacional de Baloncesto (FIBA).
En junio de 1933, se creó paralelamente en Madrid la Confederación Española de Basket-ball (CEB) organismo presidido por Emilio Gutiérrez Bringas y surgido de la escisión de la Federación Castellana. Para evitar discrepancias, en octubre de 1933 los dirigentes de la Federación Castellana y los de la Catalana alcanzaron un acuerdo por el que se formó un Comité ejecutivo dentro de la CEB compuesto de tres directivos residentes en Madrid y otros tres en Barcelona. Las asambleas y reuniones de los representantes tendrían lugar unas veces en Barcelona y otras en Madrid. Además, establecieron las bases para organizar conjuntamente el primer Campeonato de España (actual Copa del Rey) organizado por la CEB con el amparo de la FEB. En este campeonato solo participaron equipos barceloneses y madrileños. Los partidos de ida se disputaron en Cataluña mientras que los partidos de vuelta en Madrid. Sin embargo, este campeonato no estuvo exento de polémica ya que los equipos catalanes se sintieron perjudicados por la elección del terreno de juego y un cuestionable criterio arbitral cuando disputaron sus encuentros en Madrid. En la final, el Rayo Club de Madrid se proclamó campeón tras vencer al Madrid Basket-Ball por 21-11. 
A finales de 1934, la FEB fue admitida en la FIBA, que había sido establecida dos años antes en Ginebra. Ese mismo año no se organizó el Campeonato de España porque no hubo acuerdo con la Federación Catalana por los sucesos de la primera edición. 
En enero de 1935, se organizó una asamblea extraordinaria para resolver el problema de organización federativa. La solución fue la absorción de la CEB bajo la preeminencia de la Federación Española de Basket-ball. En dicha reunión, el presidente Damián Cañellas presentó su dimisión y se formó una nueva junta directiva en la que Gonzalo Aguirre ocupó su puesto con Fidel Bricall como vicepresidente. Asimismo, se decidió preservar la estructura de la CEB. Es decir, se mantuvo una sede fija en Barcelona para los asuntos internacionales y en Madrid se localizaría una delegación. La presidencia, la vicesecretaría y la contabilidad estarían en Madrid; mientras que la vicepresidencia, la secretaría y la tesorería permanecerían en Barcelona. También se acordó constituir otra asamblea en junio de ese mismo año para redactar unos nuevos Estatutos y unificar el reglamento de juego a nivel nacional. En abril de 1935, se constituyó la selección nacional masculina para la disputa del Campeonato de Europa celebrado en Ginebra (la selección nacional femenina no se formaría hasta 1963). En octubre de 1935, una vez disputado la segunda edición del Campeonato de España, se celebró una asamblea en la que se hizo efectivo el traslado definitivo de la sede a Madrid y se constituyó una nueva junta directiva.
Tras el parón causado por la guerra civil, la actividad federativa volvió el 9 de agosto de 1939 con el nombre de Federación Española de Baloncesto. Sin embargo, no se formó una nueva directiva hasta septiembre, en la que se nombró presidente a Pedro Conde.
En 1943, tuvo lugar la primera edición de lo que sería la Copa de la Reina en la que las jugadoras del R. C. D. Español se proclamó campeonas al derrotar a las del Madrid Basket-Ball por 13-10 en Palma de Mallorca. Sin embargo, no se disputó en algunos años hasta que se regularizó de forma definitiva a partir de la temporada 1977-78.
En 1947, la Federación impulsó la creación del Campeonato Nacional de Liga de Baloncesto. Sin embargo, esta competición solo incluía a 8 equipos (4 madrileños y 4 catalanes). El C.F. Barcelona acabó proclamándose campeón de la misma. Finalmente, el proyecto no tuvo continuidad ya que se encontró con muchas dificultades organizativas, estructurales y especialmente económicas que provocaron que fuera abandonado.
En 1957, Raimundo Saporta, vicepresidente de la sección de baloncesto del Real Madrid y presidente de la Comisión de Organizaciones Internacionales de la FEB impulsó la creación de la Liga Nacional. Esto se debía principalmente a que para que el Real Madrid pudiera participar de pleno derecho en la Copa de Europa que iba a tener lugar un año después y que estaba organizada por la FIBA, era obligatorio que lo hiciera como campeón de la Liga Española ya que en el resto de países europeos ya existía este tipo de campeonato nacional. Esta competición era una liga en el sentido estricto de la palabra, al no existir play-off finales y al ser la Primera División incluyó a los equipos más fuertes del panorama baloncestístico nacional del momento. En su primera edición participaron sólo seis equipos: Real Madrid, CF Barcelona, C.B. Orillo Verde Sabadell, Aismalíbar Montcada, C.B. Estudiantes y Juventud de Badalona. Todos los equipos eran catalanes o madrileños ya que eran las dos zonas que contaban con equipos de baloncesto más desarrollados. Todos los partidos se disputaron sólo en dos pistas: la del Frontón Fiesta Alegre de Madrid y la del Palacio de los Deportes de Montjuïc en Barcelona. Finalmente, el Real Madrid se proclamó campeón gracias al basket average mientras que el C.F. Barcelona quedó segundo. En la segunda edición, la competición se amplió a 10 equipos participantes, aunque todavía sólo madrileños y catalanes. No sería hasta la tercera edición cuando se añadieron equipos de otras regiones.
En 1964, la FEB creó la Liga Femenina. En la primera edición se proclamó campeón el CREF Madrid en una fase final en formato liguilla disputada en el Polideportivo de Madrid.
En 1983, la Liga Nacional fue disuelta cuando los clubes, organizados en la recientemente creada Asociación de Clubes Españoles de Baloncesto (ACEB), decidieron organizar una competición independiente de la Federación que fomentase sobremanera la profesionalización y el desarrollo del baloncesto español tomando como referencia a la norteamericana National Basketball Association (NBA): la Liga ACB. Esto supuso un duro revés para la FEB ya que también perdía la organización de la Copa del Rey.
En 2003, la FEB estableció la Supercopa de España femenina y en la primera edición el Ros Casares Valencia se proclamó campeón al derrotar al UB-FC Barcelona por 69-60 en un encuentro disputado en el Pabellón Fuente de San Luis.
En 2024, la FEB anuncia que a partir de la temporada 2024/25 sus competiciones (LEB Oro, LEB Plata y Liga EBA) pasan a denominarse Primera FEB, Segunda FEB y Tercera FEB. También se presentó la Copa España, que tendrá 40 participantes: los dos equipos descendidos de la Liga ACB, los 13 equipos que mantuvieron la categoría en la Primera FEB de la temporada 23/24, los tres equipos descendidos de la Primera FEB a la Segunda FEB, los tres que ascienden de Segunda FEB a Primera FEB, los 17 mejor clasificados (del 4º al 20º) de la Segunda FEB, y los dos campeones de las dos Fases Finales de Tercera FEB.

## Palmarés

### Selección Nacional Absoluta
| Masculina - Juegos Olímpicos: - Medalla de Plata (3): 1984, 2008, 2012 - Medalla de Bronce (1): 2016 - Mundial: - Campeón (2): 2006, 2019 - Europeo: - Campeón (4): 2009, 2011, 2015, 2022 - Subcampeón (6): 1935, 1973, 1983, 1999, 2003, 2007 - Tercer puesto (4): 1991, 2001, 2013, 2017 | Femenina - Juegos Olímpicos: - Medalla de Plata (1) : 2016 - Mundial: - Subcampeona (1): 2014 - Tercer puesto (2): 2010, 2018 - Europeo: - Campeona (4): 1993, 2013, 2017, 2019 - Subcampeona (3): 2007, 2023, 2025 - Tercer puesto (5): 2001, 2003, 2005, 2009, 2015 |

### Selecciones Nacionales Juveniles
| Masculinas - Mundial sub-19: - Campeón (2): 1999, 2023 - Tercer puesto (1): 1995 - Mundial sub-17: - Subcampeón (1): 2022 - Europeo sub-20: - Campeón (3): 2011, 2016, 2022 - Subcampeón (6): 1996, 2002, 2007, 2014, 2015, 2019 - Tercer puesto (7): 1994, 2000, 2008, 2009, 2010, 2012, 2013 - Europeo sub-18: - Campeón (6): 1998, 2004, 2011, 2019, 2022, 2025 - Subcampeón (4): 1974, 1978, 2017, 2023 - Tercer puesto (5): 1976, 1990, 1994, 2006, 2013 - Europeo sub-16: - Campeón (6): 2006, 2009, 2013, 2016, 2019, 2023 (Récord) - Subcampeón (9): 1973, 1983, 1985, 1993, 1995, 2007, 2018, 2022, 2024 - Tercer puesto (6): 1979, 1991, 2001, 2005, 2011, 2014 | Femeninas - Mundial sub-19: - Subcampeona (3): 2009, 2011, 2023 - Tercer puesto (2): 2019, 2025 - Mundial sub-17: - Subcampeona (3): 2012, 2014, 2022 - Tercer puesto (1): 2024 - Europeo sub-20: - Campeona (10): 2007, 2011, 2012, 2013, 2015, 2016, 2017, 2018, 2022, 2025 (Récord) - Subcampeona (4): 2009, 2010, 2014, 2024 - Tercer puesto (1): 2023 - Europeo sub-18: - Campeona (6): 1998, 2006, 2009, 2013, 2015, 2025 - Subcampeona (10): 1990, 1994, 2004, 2005, 2007, 2010, 2016, 2018, 2022, 2024 - Tercer puesto (3): 2011, 2014, 2023 - Europeo sub-16: - Campeona (10): 1999, 2004, 2005, 2006, 2008, 2009, 2011, 2012, 2013, 2016 (Récord) - Subcampeona (4): 1993, 2007, 2022, 2023 - Tercer puesto (4): 2014, 2018, 2019, 2024 |

## Competiciones organizadas por la FEB

### Competiciones nacionales de clubes
| Torneo                   | Última edición           | Vigente campeón              |
| Competiciones masculinas | Competiciones masculinas | Competiciones masculinas     |
| ------------------------ | ------------------------ | ---------------------------- |
| Liga ACB                 | 42.ª edición (2024-25)   | Real Madrid Baloncesto       |
| Primera FEB              | 29.ª edición (2024-25)   | Silbö San Pablo Burgos       |
| Segunda FEB              | 25.ª edición (2024-25)   | Palmer Basket Mallorca Palma |
| Tercera FEB              | 31.ª edición (2024-25)   | Sercomosa Molina Basket      |
| Supercopa                | 21.ª edición (2024-25)   | Unicaja Málaga               |
| Copa del Rey             | 89.ª edición (2024-25)   | Unicaja Málaga               |
| Copa España              | 1.ª edición (2024-25)    | Silbö San Pablo Burgos       |
| Liga U                   | 1.ª edición (2025-26)    |                              |
| Minicopa del Rey         | 21.ª edición (2024-25)   | Barça                        |
| Competiciones femeninas  |                          |                              |
| Liga Femenina            | 62.ª edición (2024-25)   | Valencia B. C.               |
| Liga Femenina Challenge  | 4.ª edición (2024-25)    | Innova-TSN Leganés           |
| Liga Femenina 2          | 24.ª edición (2024-25)   | Múltiples vencedores         |
| Supercopa                | 22.ª edición (2024)      | Valencia B. C.               |
| Copa de la Reina         | 63.ª edición (2025)      | Hozono Global Jairis         |
| Minicopa de la Reina     | 8.ª edición (2024-25)    | Valencia B. C.               |

### Competiciones de formación

#### Campeonatos de España de Clubes
| Campeonato         | Última edición         | Sede                      | Vigente campeón             |
| Masculino          | Masculino              | Masculino                 | Masculino                   |
| ------------------ | ---------------------- | ------------------------- | --------------------------- |
| Júnior Masculino   | 53.ª edición (2024-25) | Huelva                    | Barça (18º título)          |
| Cadete Masculino   | 39.ª edición (2024-25) | San Fernando              | Real Madrid (13º título)    |
| Infantil Masculino | 48.ª edición (2024-25) | Huelva                    | Barça (15º título)          |
| Mini Masculino     | 3.ª edición (2024-25)  | Córdoba                   | Barça (2º título)           |
| Femenino           |                        |                           |                             |
| Júnior Femenino    | 44.ª edición (2024-25) | Huelva                    | Barça CBS (1º título)       |
| Cadete Femenino    | 39.ª edición (2024-25) | La Línea de la Concepción | Valencia Basket (3º título) |
| Infantil Femenino  | 43.ª edición (2024-25) | Huelva                    | Valencia Basket (1º título) |
| Mini Femenino      | 3.ª edición (2024-25)  | Alhaurín de la Torre      | Barça CBS (3º título)       |

#### Campeonatos de España de Selecciones Autonómicas
| Campeonato         | Última edición         | Sede         | Vigente campeón                  |
| Masculino          | Masculino              | Masculino    | Masculino                        |
| ------------------ | ---------------------- | ------------ | -------------------------------- |
| Cadete Masculino   | 34.ª edición (2024-25) | Huelva       | Cataluña (11º título)            |
| Infantil Masculino | 42.ª edición (2024-25) | Huelva       | Madrid (15º título)              |
| Mini Masculino     | 37.ª edición (2024-25) | San Fernando | Cataluña (18º título)            |
| Femenino           |                        |              |                                  |
| Cadete Femenino    | 34.ª edición (2024-25) | Huelva       | Cataluña (20º título)            |
| Infantil Femenino  | 42.ª edición (2024-25) | Huelva       | Comunidad Valenciana (1º título) |
| Mini Femenino      | 37.ª edición (2024-25) | San Fernando | Andalucía (6º título)            |

### Competiciones de Baloncesto 3x3
| Campeonato              | Última edición        | Sede                   | Vigente campeón                 |
| Clubes                  | Clubes                | Clubes                 | Clubes                          |
| ----------------------- | --------------------- | ---------------------- | ------------------------------- |
| Circuito 3x3 Masculino  | 6.ª edición (2024-25) | Santa Cruz de Tenerife | Valencia Basket 3x3 (1º título) |
| Circuito 3x3 Femenino   | 6.ª edición (2024-25) | Santa Cruz de Tenerife | Ointxe (1º título)              |
| U17 Masculino           | 3.ª edición (2024-25) | Cuenca                 | Mataró Pando (2º título)        |
| U17 Femenino            | 3.ª edición (2024-25) | Cuenca                 | Casademont Zaragoza (1º título) |
| Selecciones Autonómicas |                       |                        |                                 |
| U15 Masculino           | 3.ª edición (2024-25) | Melilla                | Andalucía (1º título)           |
| U15 Femenino            | 3.ª edición (2024-25) | Melilla                | Cataluña (2º título)            |
| U13 Masculino           | 3.ª edición (2024-25) | Melilla                | Galicia (1º título)             |
| U13 Femenino            | 3.ª edición (2024-25) | Melilla                | Madrid (2º título)              |

## Presidentes
| N.º | Nombre                  | Periodo inicio                        |
| --- | ----------------------- | ------------------------------------- |
| 1   | Fidel Bricall Estrany   | Julio de 1923 - abril de 1933         |
| 2   | Damián Cañellas Ginestá | Abril de 1933 - enero de 1935         |
| 3   | Gonzalo Aguirre         | Enero de 1935 - julio de 1936         |
| 4   | Pedro Conde Genové      | Septiembre de 1939 - enero de 1941    |
| 5   | Emilio Sánchez Corona   | Enero de 1941 - octubre de 1947       |
| 6   | Jesús Querejeta Pavón   | Octubre de 1947 - julio de 1966       |
| 7   | Anselmo López Martín    | Julio de 1966 - julio de 1971         |
| 8   | Enrique Menor Cassy     | Julio de 1971 - diciembre de 1972     |
| 9   | Ernesto Segura de Luna  | Diciembre de 1972 - noviembre de 1984 |
| 10  | Pere Sust Sagau         | Noviembre de 1984 - julio de 1991     |
| 11  | Ernesto Segura de Luna  | Octubre de 1991 - noviembre de 2004   |
| 12  | José Luis Sáez          | Noviembre de 2004 - julio de 2016     |
| 13  | Jorge Garbajosa         | Julio de 2016 - agosto de 2023        |
| 14  | Elisa Aguilar           | Octubre de 2023 - Actualmente         |

## Federaciones territoriales
La Federación está integrada por diecinueve federaciones regionales o territoriales (dos ciudades y diecisiete comunidades autónomas), que organizan el baloncesto español a escala regional.
- Andalucía: Federación Andaluza de Baloncesto (FAB)
- Aragón: Federación Aragonesa de Baloncesto (FAB)
- Principado de Asturias: Federación de Baloncesto del Principado de Asturias (FBPA)
- Canarias: Federación Canaria de Baloncesto (FCB)
- Cantabria: Federación Cántabra de Baloncesto (FCB)
- Castilla y León: Federación de Baloncesto de Castilla y León (FBCYL)
- Castilla-La Mancha: Federación de Baloncesto de Castilla-La Mancha (FBCLM)
- Cataluña: Federación Catalana de Baloncesto / Federació Catalana de Basquetbol (FCBQ)
- Ceuta: Federación de Baloncesto de Ceuta (FBC)
- Comunidad Valenciana: Federación Baloncesto Comunidad Valenciana (FBCV)
- Comunidad de Madrid: Federación de Baloncesto de Madrid (FBM)
- Extremadura: Federación Extremeña de Baloncesto (FEXB)
- Galicia: Federación Gallega de Baloncesto / Federación Galega de Baloncesto (FGB)
- Islas Baleares: Federación de Baloncesto de las Islas Baleares / Federació de Bàsquet de les Illes Balears (FBIB)
- La Rioja: Federación Riojana de Baloncesto (FRB)
- Melilla: Federación Melillense de Baloncesto (FMB)
- Región de Murcia: Federación de Baloncesto de la Región de Murcia (FBRM)
- Navarra: Federación Navarra de Baloncesto / Nafarroako Saskibaloi Federazioaren (FNB / NSF)
- País Vasco: Federación Vasca de Baloncesto / Euskal Saskibaloi Federazioa (FVB / ESF)

## Condecoraciones
| Distinción                                     | Año  |
| ---------------------------------------------- | ---- |
| Copa Stadium                                   | 1949 |
| Placa de Oro – Real Orden del Mérito Deportivo | 2011 |
| Premio                                         | Año  |
| Premio Laureus – Logro Excepcional             | 2020 |

## Museo
La federación cuenta con un museo en Alcobendas (Madrid), llamado «Museo FEB», con todos los trofeos en la historia de las selecciones nacionales de categoría absoluta e inferiores, además de otros objetos, documentación y filmografías históricas del baloncesto español.